# Elecciones municipales de Venezuela de 2025
Las elecciones municipales de Venezuela de 2025, fueron realizadas el día 27 de julio de 2025. En estos comicios fueron electos los alcaldes de los 335 municipios del país y los 2.471 miembros de los concejos municipales.Estas elecciones contaron con una muy baja participación según estimaciones de la principal alianza opositora de ese país, la Plataforma Unitaria, y su lideresa María Corina Machado, quien llamó abiertamente a no votar.

## Antecedentes
El 28 de julio de 2024, se realizaron las elecciones presidenciales, de la cual fue proclamado presidente electo por el Consejo Nacional Electoral a Nicolás Maduro con el 51,95 % de las votos. Dichas elecciones no fueron consideradas libres ni justas, al producirse en un contexto en el que el gobierno controlaba todos las poderes del Estado, mientras reprimía a la oposición.
Por su parte, la oposición rechazó las cifras, declarando que Edmundo González había ganado con el 70 % de los votos de acuerdo con las actas electorales de que disponían. Los candidatos Enrique Márquez, Claudio Fermín y Antonio Ecarri también exigieron la publicación de las actas de escrutinio ante las denuncias de fraude. Diversos países mostraron su rechazo a los resultados, señalaron irregularidades,y pidieron que se publicaran las actas de escrutinio.

### Convocatoria
El 9 de noviembre, Nicolás Maduro planteó la posibilidad de separar las elecciones regionales: "Pareciera que lo mejor sería ir a una elección separada. Primero alcaldes, después gobernadores y después el parlamento, pero esa es mi opinión, es una opinión más en el debate".

### Abstención electoral
El 19 de enero de 2025, a través de sus redes sociales, María Corina Machado, llamó a no participar en los comicios, indicando que el resultado de las elecciones del 28 de julio "debe ser respetado." Indicó que hasta que ese resultado no entre en vigor, no es válido "participar en elecciones de ningún tipo" y que ir a votar una y otra vez sin que se respeten los resultados "no es defender el voto, es desvirtuar el voto popular".
Voluntad Popular anunció que excluiría a los miembros del partido que participaran en las elecciones y reiteró que no participaría en los comicios.

### Elecciones parlamentarias y regionales
El 27 de enero el presidente del Consejo Nacional Electoral, Elvis Amoroso, anunció que los comicios legislativos y regionales se realizarán el domingo 27 de abril, aunque sin precisar hasta la fecha cuándo se realizarían las elecciones municipales y consejos legislativos municipales. Posteriormente el 19 de febrero, Amoroso anunció el cambio de fecha de las elecciones para el 25 de mayo, afirmando que obedece a una solicitud de "diversos actores políticos" dispuestos a participar en las elecciones.

## Candidaturas

### Organizaciones políticas
En estos comicios participaron varias agrupaciones y partidos políticos, entre los que destacan los partidos aglutinados en el Gran Polo Patriótico Simón Bolívar. Por su parte, la oposición, aglutinada en la Plataforma Unitaria Democrática, cuestiono dichos comicios. Tiempo después la dirigente opositora María Corina Machado confirmó a través de un mensaje que no participarían en las elecciones.

### Otros partidos
- Acción Democrática: El secretario general del sector judicializado de AD, Bernabé Gutiérrez anunció durante una reunión del partido el día 20 de enero la disposición de participar en las venideras elecciones.[21]

- COPEI: El sector judicializado del partido socialcristiano a través del secretario general nacional Juan Carlos Alvarado confirmó la disposición de la tolda verde en participar en las jornadas electorales previstas en 2025.[22]

- Avanzada Progresista: Durante una reunión con representantes de un sector minoritario de la oposición, el secretario general del partido Avanzada Progresista, Luis Augusto Romero señaló que participarán en los comicios a la vez exigió al CNE la publicación del cronograma electoral.[23]

- Alianza del Lápiz: El presidente del partido Antonio Ecarri afirmó que su partido concurrirían a las elecciones que convoque el CNE a pesar de haber demostrado su descontento con las pasadas elecciones del 28 de julio de 2024.[24]

- Fuerza Vecinal: Durante una entrevista al dirigente y alcalde del Municipio Chacao, Gustavo Duque aseguró que la tolda participará en todos los procesos electorales; "no ganamos nada dejando de participar", agregó.[25]

- Cambiemos Movimiento Ciudadano: Timoteo Zambrano, secretario general del partido aseguró que se debe mantener la ruta electoral de manera permanente, desde San Juan de los Morros reafirmó que «Es el principio que tiene Cambiemos, así como el otro principio fundamental que es el diálogo y eso no lo discutimos en la organizaciones, es parte de nuestra ADN», afirmó.[26]

## Cronograma electoral
| N.º | Actividades                                                 | Fechas                                | Fechas                                | Estatus      |
| N.º | Actividades                                                 | Inicio                                | Final                                 | Estatus      |
| --- | ----------------------------------------------------------- | ------------------------------------- | ------------------------------------- | ------------ |
| 1   | Inscripción y actualización del registro electoral          | 4 de junio                            | 4 de junio                            | Realizado    |
| 2   | Instalación de juntas regionales y municipales electorales. | 6 de junio                            | 30 de junio                           | Realizado    |
| 3   | Aprobación del registro electoral                           | 9 de junio                            | 9 de junio                            | Realizado    |
| 4   | Lapso de postulaciones                                      | 9 de junio                            | 17 de junio                           | Realizado    |
| 5   | Elección de miembros de mesa                                |                                       |                                       | Realizado    |
| 6   | Ensamblaje y despliegue del material electoral.             | 4 de julio                            | 15 de julio                           | Realizado    |
| 7   | Campaña electoral                                           | 11 de julio                           | 24 de julio                           | Realizado    |
| 8   | Instalación de las mesas electorales                        | 25 de julio                           | 25 de julio                           | Realizado    |
| 9   | Constitución de Elecciones municipales 2025                 | 27 de julio de 2025 / 6:00am a 8:00pm | 27 de julio de 2025 / 6:00am a 8:00pm | Realizado    |
| 10  | Totalización y adjudicación de resultados                   | 27 de julio                           |                                       | Realizado    |
| 11  | Rendición de cuentas de gastos de campaña.                  | 28 de julio                           | 27 de agosto                          | En curso     |
| 12  | Publicación oficial de resultados en la gaceta electoral.   | 26 de agosto                          | 26 de agosto                          | Por realizar |

## Resultados
Casi a la medianoche, el presidente del Consejo Nacional Electoral, Elvis Amoroso, anunció los resultados de la elección, indicando que fueron adjudicadas 304 de los 335 alcaldías en disputa a nivel nacional, además de informar una participación del 44.00% de los "electores activos", termino que aún causa controversias, ya que dicha figura no esta establecido en la normativa electoral venezolana. El porcentaje real de participación en base al padrón electoral de 21.507.162 electores habría sido de un 29.17% según la cifra de votantes otorgada por el CNE de 6.273.531. Para la Oposición Venezolana, la participación fue de sólo un 12% sin dar mayores detalles ni cifras exactas de votantes. Mientras tanto, durante un acto en Caracas, Nicolás Maduro afirmó que el oficialismo ganó 285 alcaldías, mientras que la oposición ganó 50. El 28 de julio de 2024, mediante el canal oficial de Telegram del Consejo Nacional Electoral divulgó 3 archivos que muestra una lista de todos los alcaldes electos y alcaldesas electas, y concejales lista y nominales.
Lista de alcaldes electos y alcaldesas electas 
| Municipio Alto Orinoco | Ramiro Tusirewe Moi       |  |
| Municipio Atabapo      | Weissira Suárez Escobar   |  |
| Municipio Atures       | Kissi Amaro de Rumbos     |  |
| Municipio Autana       | Jhonny Cayupare Yusuino   |  |
| Municipio Manapiare    | Nelson Martínez           |  |
| Municipio Maroa        | Floryzel Guerrero Briceño |  |
| Municipio Río Negro    | Christian Lossio Gavini   |  |

| Municipio Anaco                         | Jesús Ríos Castellano    |  |
| Municipio Aragua                        | Cruz Torrealba Milano    |  |
| Simón Bolívar                           | Sugey Herrera Mogollón   |  |
| Municipio Manuel Ezequiel Bruzual       | Carmen Rodríguez Salazar |  |
| Municipio Francisco del Carmen Carvajal | Elba Chafardet González  |  |
| Municipio Juan Manuel Cajigal           | Mireya Molero Silva      |  |
| Municipio Diego Bautista Urbaneja       | Manuel Ferreira González |  |
| Municipio Pedro María Freites           | Gabriel Hernández Trillo |  |
| Municipio Guanta                        | Yinder Saldivia Medina   |  |
| Municipio Guanipa                       | Pedro Martinez López     |  |
| Municipio Independencia                 | Hernán Rodríguez Viña    |  |
| Municipio Libertad                      | Pablo Cariaco Mejías     |  |
| Municipio Sir Arthur Mc Gregor          | Lisandro Marcano Marcano |  |
| Municipio Francisco de Miranda          | Angel Vázquez            |  |
| Municipio José Gregorio Monagas         | Luis Silva Lara          |  |
| Municipio Fernando de Peñalver          | Jannette Calista Adames  |  |
| Municipio Píritu                        | Lucia Cordova Zerpa      |  |
| Municipio San Juan de Capistrano        | Alexander Naser Nasr     |  |
| Municipio Santa Ana                     | Freddy Fernández Bernay  |  |
| Municipio Simón Rodríguez               | Alberto Gago Betancourt  |  |
| Municipio Sotillo                       | Jesús Marcano Tabata     |  |

| Achaguas               | José Rebolledo Juárez   |  |
| Biruaca                | José Franco Martínez    |  |
| Muñoz                  | Ilena Peña Calzadilla   |  |
| Páez                   | José Ramírez Segura     |  |
| Pedro Camejo           | José Cabrera Cuervo     |  |
| Rómulo Gallegos        | Pedro Vicente Guerra    |  |
| Municipio San Fernando | Yoel Lisandro Solórzano |  |

| Bolívar                     | Marisol Rodríguez Mejías    |  |
| Camatagua                   | Duglas Seijas Chaparro      |  |
| Francisco Linares Alcántara | Víctor Bravo Escalante      |  |
| Libertador                  | Gonzalo Díaz Plaza          |  |
| José Ángel Lamas            | Tony García Blanco          |  |
| José Rafael Revenga         | Daniel Perdomo Briceño      |  |
| Girardot                    | Rafael Morales Cazorla      |  |
| Santiago Mariño             | Carlos Guzmán Venot         |  |
| José Félix Ribas            | Juan Sánchez Campos         |  |
| Ocumare de la Costa de Oro  | Wilmer Leal Medina          |  |
| San Casimiro                | Mayker López Vegas          |  |
| Mario Briceño Iragorry      | Brullerby Suárez Maramara   |  |
| Tovar                       | Maximiliano Suárez Castillo |  |
| San Sebastián de los Reyes  | Andrés Aular Arnaudez       |  |
| Santos Michelena            | Régulo La Cruz Álvarez      |  |
| Sucre                       | Wilson Coy Sánchez          |  |
| Urdaneta                    | Julio Melo González         |  |
| Zamora                      | Anahís Palacios Pantoja     |  |

| Arismendi                | Pedro Moreno Linares      |        |
| Alberto Arvelo Torrealba | Alexander Camacho Díaz    |        |
| Antonio José de Sucre    | Salvador Guerrero Márquez |        |
| Andrés Eloy Blanco       | Wilson Doria Torres       |        |
| Barinas                  | Argenis Aldazoro Freitez  |        |
| Bolívar                  | Mayra Jaramillo Morales   |        |
| Cruz Paredes             | Henry Maldonado Paredes   | FUDEBA |
| Ezequiel Zamora          | Derwin Sandoval Díaz      |        |
| Obispos                  | Luis Henríquez Escobar    |        |
| Pedraza                  | Jéssica Lalama Milan      |        |
| Rojas                    | Tito Mejías González      |        |
| Santiago Mariño          | Carlos Guzmán Venot       |        |
| Sosa                     | Frank Contreras Mideros   |        |

| Angostura             | Nayroby Abreu Botas        |  |
| Angostura del Orinoco | Sergio De Jesús Hernández  |  |
| Caroní                | Yanny Alonzo Vivas         |  |
| El Callao (Bolívar)   | Jesús Coromoto Lugo        |  |
| Cedeño                | Julio Cedeño Pérez         |  |
| Gran Sabana           | Manuel De Jesús Vallez     |  |
| Padre Pedro Chien     | Benny Ramos Romero         |  |
| Piar                  | Ornella Valentina Arbeláez |  |
| Roscio                | Wuihelm Torrellas Martínez |  |
| Sifontes              | Juan Rojas Medina          |  |

| Municipio Bejuma         | Lorenzo Remedios Abreu    |                             |
| Municipio Carlos Arvelo  | Angel Bilbao Santoyo      |                             |
| Municipio Diego Ibarra   | Lesbia Castillo Gutiérrez |                             |
| Municipio Guacara        | Johan Castañeda Calderón  |                             |
| Municipio Juan José Mora | Emily Riera               |                             |
| Municipio Libertador     | Oscar Orsini Pelgron      |                             |
| Municipio Los Guayos     | Mervelis Moreno Caldera   |                             |
| Municipio Miranda        | Nerio Rico León           |                             |
| Municipio Montalbán      | José Soto León            | Derecha Democrática Popular |
| Municipio Naguanagua     | Elizabeth Niño Arteaga    |                             |
| Municipio Puerto Cabello | Juan Betancourt Uribe     |                             |
| Municipio San Diego      | León Jurado Laurentin     |                             |
| Municipio San Joaquín    | Diego Corrales Rivero     |                             |
| Municipio Valencia       | Dina Castillo Ortega      |                             |

| Municipio Anzoátegui               | Víctor Gil Blanco          |  |
| Municipio San Carlos               | Luis Mireles Ruíz          |  |
| Municipio Girardot                 | Gustavo Guillén Brizuela   |  |
| Municipio Lima Blanco              | José Solórzano             |  |
| Municipio Pao de San Juan Bautista | Darkenedis Espinoza Oviedo |  |
| Municipio Ricaurte                 | José Páez Oropeza          |  |
| Municipio Rómulo Gallegos          | Abraham Martin Lavado      |  |
| Municipio Tinaco                   | José Galíndez Guevara      |  |
| Municipio Tinaquillo               | Lizardo Rojas Feo          |  |

| Municipio Antonio Díaz | Luis Arenas Sucre           |  |
| Municipio Casacoima    | Héctor Sosa Bolívar         |  |
| Municipio Pedernales   | Anderson Osuna Salazar      |  |
| Municipio Tucupita     | Asnardo Rodríguez Santaella |  |

| Municipio Libertador de Caracas | Carmen Meléndez |  |

| Municipio Acosta               | Froylan Merentes Gouverneur |      |
| Municipio Bolívar              | Darwin Noroño Silva         |      |
| Municipio Buchivacoa           | Bellirde Morales Espluga    |      |
| Municipio Carirubana           | Luis Piña Peña              |      |
| Municipio Colina               | Rubén Molina Castillo       |      |
| Municipio Dabajuro             | Eddi Villa Tinaure          |      |
| Municipio Democracia           | Rómulo Gutiérrez Pereira    |      |
| Municipio Falcón               | Jorge Díaz González         |      |
| Municipio Federación           | Jean Salero Morillo         |      |
| Municipio Iturriza             | Argenis Cumare Lugo         |      |
| Municipio Jacura               | Luis Bello Melian           |      |
| Municipio Los Taques           | Maria Arcaya                |      |
| Municipio Manaure              | Angel Henríquez Castejón    |      |
| Municipio Mauroa               | Romer Cierra Mármol         |      |
| Municipio Miranda              | Henry Hernández Hernández   |      |
| Municipio Palmasola            | Giussepe Palmieri Inglese   |      |
| Municipio Petit                | José Curiel Castro          |      |
| Municipio Píritu               | Ivis Vegas Veloz            |      |
| Municipio San Francisco        | Carlos Escalona Rodríguez   |      |
| Municipio Sucre                | Carlos Torrealba Romero     |      |
| Municipio José Laurencio Silva | Osnel Arnias                | UNTC |
| Municipio Tocópero             | Yasnelys Ventura Romero     |      |
| Municipio Unión                | Nelly Arteaga               |      |
| Municipio Urumaco              | Alejandro Castillo Luzardo  |      |
| Municipio Zamora               | Orlando Millán Martinez     | UNTC |

| Municipio Camaguán                 | Emilio Ávila Escalona       |  |
| Municipio Chaguaramas              | Bernardo Alvarado Belisario |  |
| Municipio El Socorro               | Luis Pinto Vargas           |  |
| Municipio Francisco de Miranda     | Janny Álvarez Mirabal       |  |
| Municipio José Félix Ribas         | Daniel Charaima             |  |
| Municipio José Tadeo Monagas       | Pedro Solorzano Jerez       |  |
| Municipio Juan Germán Roscio       | Katherine Guanipa Miranda   |  |
| Municipio Juan José Rondón         | Julio Meza Rodríguez        |  |
| Municipio Julián Mellado           | Pedro Concepción Vázquez    |  |
| Municipio Leonardo Infante         | Cristian Norato             |  |
| Municipio Ortiz                    | Franklin Nieves             |  |
| Municipio San Gerónimo de Guayabal | Lisbeth García Seijas       |  |
| Municipio San José de Guaribe      | Julio Yanez Mosqueda        |  |
| Municipio Santa María de Ipire     | José Ortega                 |  |
| Municipio Pedro Zaraza             | Carlos Castillo             |  |

| Municipio Andrés Eloy Blanco | Wilmer Granadillo Zambrano |  |
| Municipio Crespo             | Julio Garces               |  |
| Municipio Iribarren          | Yanys Aguero               |  |
| Municipio Jiménez            | Carmen Silva López         |  |
| Municipio Morán              | Félix Linares Pérez        |  |
| Municipio Palavecino         | Derby Guedez Torres        |  |
| Municipio Planas             | Elis Silva Daza            |  |
| Municipio Torres             | Lasmit Verde Medina        |  |
| Municipio Urdaneta           | Hamad Al Chaer El Chaer    |  |

| Municipio Vargas | José Suárez Maldonado |  |

| Municipio Alberto Adriani         | Lisandro Ramirez Segura   |     |
| Municipio Andrés Bello            | Carlos Rosales Márquez    |     |
| Municipio Antonio Pinto Salinas   | Eduar Rojas Araque        |     |
| Municipio Arzobispo Chacón        | Gustavo Sosa Zambrano     |     |
| Municipio Campo Elías             | Jesús Rodríguez Velázquez |     |
| Municipio Caracciolo Parra Olmedo | José Suárez Saavedra      |     |
| Municipio Cardenal Quintero       | Yerika Malpica Quintero   |     |
| Municipio Guaraque                | Jhondry Contreras Huiza   | UNT |
| Municipio Julio César Salas       | Gerardo Peña Santiago     | UNT |
| Municipio Justo Briceño           | Víctor Matheus López      |     |
| Municipio Libertador              | Nelson Alvarez León       |     |
| Municipio Miranda                 | José Rivera Villarreal    |     |
| Municipio Obispo Ramos de Lora    | Yanetzy Urbina Ramirez    |     |
| Municipio Padre Noguera           | Omar Contreras            |     |
| Municipio Pueblo Llano            | Yuri Ramirez Dávila       |     |
| Municipio Rangel                  | Elsy Trejo de Molero      |     |
| Municipio Rivas Dávila            | Carla Pérez Ramírez       |     |
| Municipio Santos Marquina         | José Otálora Peña         |     |
| Municipio Sucre                   | Angel Sánchez Gaitán      |     |
| Municipio Tovar                   | Yvan Di Marcantonio       |     |
| Municipio Tulio Febres-Cordero    | Henry Garcia Salazar      |     |
| Municipio Zea                     | Víctor Bustamante Díaz    |     |

| Municipio Acevedo         | José Oliveros Gómez         |       |
| Municipio Andrés Bello    | Isbel Bencomo Ramírez       |       |
| Municipio Baruta          | Darwin González Padilla     |       |
| Municipio Bolívar         | Saúl Yánez                  |       |
| Municipio Brión           | Olga Pacheco Casaña         |       |
| Municipio Buroz           | Johan Castro Palacios       |       |
| Municipio Carrizal        | Jennifer Mujica Chachati    |       |
| Municipio Chacao          | Gustavo Duque Sáez          |       |
| Municipio Cristóbal Rojas | Yuhismar Hernández Pérez    |       |
| Municipio El Hatillo      | Fernando Melena Sebastiani  | MOVEV |
| Municipio Guaicaipuro     | Farith Fraija Norwood       |       |
| Municipio Gual            | Elbert Vivas López          |       |
| Municipio Independencia   | Rayner Pulido Fuentes       |       |
| Municipio Lander          | Dayana Báez Báez            |       |
| Municipio Los Salias      | Edgar Laya Jiménez          |       |
| Municipio Páez            | Adrián Rodríguez Monterola  |       |
| Municipio Paz Castillo    | Omar León                   |       |
| Municipio Plaza           | Antonio Galíndez Vallester  |       |
| Municipio Sucre           | Diógenes Lara               |       |
| Municipio Urdaneta        | Jonatan Herrera Campos      |       |
| Municipio Zamora          | Raziel Rodríguez Villanueva |       |

| Municipio Acosta          | Jesús Velázquez Marcano    |  |
| Municipio Aguasay         | Rafael Sánchez Mérida      |  |
| Municipio Bolívar         | Junior Ortíz Martinez      |  |
| Municipio Caripe          | Dalila Rosillo Mata        |  |
| Municipio Cedeño          | Daniel Monteverde Irazabal |  |
| Municipio Libertador      | Carlos Requena Ávila       |  |
| Municipio Maturín         | Ana Fuentes Morfe          |  |
| Municipio Piar            | Mariangelys Tillero López  |  |
| Municipio Punceres        | Angel López Ávila          |  |
| Municipio Santa Bárbara   | Roselis León Castellanos   |  |
| Municipio Sotillo         | José Maldonado Garban      |  |
| Municipio Uracoa          | Evelin Martinez de García  |  |
| Municipio Ezequiel Zamora | Oscar Cedeño Febres        |  |

| Municipio Antolín del Campo | David Caraballo Tineo       |  |
| Municipio Antonio Díaz      | Kendy Graterol Cordero      |  |
| Municipio Arismendi         | Ali Romero Farias           |  |
| Municipio García            | Cruz Lairet Espin           |  |
| Municipio Gómez             | Emilio Velázquez Villarroel |  |
| Municipio Macanao           | Carlos Sulbaran Ibarra      |  |
| Municipio Maneiro           | Morel Rodríguez Salcedo     |  |
| Municipio Marcano           | Yul Armas Velázquez         |  |
| Municipio Mariño            | Eneas González Rodríguez    |  |
| Municipio Tubores           | Dignysbel Figueroa Narváez  |  |
| Municipio Villalba          | Freddy Serrano Arismendi    |  |

| Municipio Agua Blanca                   | Heizel Ceballos Fuentes |  |
| Municipio Araure                        | María Rodríguez         |  |
| Municipio Esteller                      | Jorge Oviedo Alvarado   |  |
| Municipio Guanare                       | Oscar Novoa Crespo      |  |
| Municipio Guanarito                     | Francar Martinez Rangel |  |
| Municipio Monseñor José Vicente de Unda | Edwar Giménez Rojas     |  |
| Municipio Ospino                        | Yongeybi Yépez Alvarado |  |
| Municipio Páez                          | José López Garcia       |  |
| Municipio Papelón                       | José Díaz Vargas        |  |
| Municipio San Genaro de Boconoíto       | Evelio Montilla Durán   |  |
| Municipio San Rafael de Onoto           | Yasmina Harris Pérez    |  |
| Municipio Santa Rosalía                 | Yaneth López López      |  |
| Municipio Sucre                         | María Morillo Morillo   |  |
| Municipio Turén                         | Onofrio Cavallo Russo   |  |

| Municipio Andrés Eloy Blanco   | Elias Guerra Rodríguez     |  |
| Municipio Andrés Mata          | Iliath Veloz Lezama        |  |
| Municipio Arismendi            | José Guerra Rojas          |  |
| Municipio Benítez              | Amalio Rojas Medina        |  |
| Municipio Bermúdez             | Julio Rodríguez Millan     |  |
| Municipio Bolívar              | Héctor Frontado Frontado   |  |
| Municipio Cajigal              | Eric Campos López          |  |
| Municipio Cruz Salmerón Acosta | Ylario González Bermúdez   |  |
| Municipio Libertador           | Yerika Rivera Gil          |  |
| Municipio Mariño               | Yelitza Hernández González |  |
| Municipio Mejía                | Euclides Colón Flores      |  |
| Municipio Montes               | Eustorgio Bello Flores     |  |
| Municipio Ribero               | Juan Rojas Figueroa        |  |
| Municipio Sucre                | Pedro Figueroa Medina      |  |
| Municipio Valdez               | Román Rojas Marin          |  |

| Municipio Andrés Bello         | Onofre Urbina Moreno       |     |
| Municipio Antonio Rómulo Costa | Elias Duarte de la Rosa    |     |
| Municipio Ayacucho             | Yoira Vargas de Meza       |     |
| Municipio Bolívar              | Sandra Sánchez Prada       |     |
| Municipio Cárdenas             | Marta Gallo Torres         |     |
| Municipio Córdoba              | Flor Martinez Useche       |     |
| Municipio Fernández Feo        | Haylly Chacón Ramírez      |     |
| Municipio Francisco de Miranda | Omar Rojas Ramirez         |     |
| Municipio García de Hevia      | Willington Vivas Bayter    |     |
| Municipio Guásimos             | Haydee Parra Medina        |     |
| Municipio Independencia        | Luis Mendoza Chacón        |     |
| Municipio José María Vargas    | Carlos Pérez Chacón        |     |
| Municipio Jáuregui             | Juan Escalante Palacios    |     |
| Municipio Junín                | Jackson Carrillo Monterrey | UNE |
| Municipio Libertad             | Cliber Becerra Castro      |     |
| Municipio Libertador           | Renny Rengifo Sánchez      |     |
| Municipio Lobatera             | Natalia Chacón Padrón      |     |
| Municipio Michelena            | Carlos Chávez Chávez       |     |
| Municipio Panamericano         | Rigo Rangel Hernández      |     |
| Municipio Pedro María Ureña    | Jhon Carrillo              |     |
| Municipio Urdaneta             | Raúl Villamizar Peñaloza   |     |
| Municipio Maldonado            | Eduardo Jaimes Cárdenas    |     |
| Municipio San Cristóbal        | Silfredo Zambrano Vazquez  |     |
| Municipio San Judas Tadeo      | Jesús Pérez Gandica        |     |
| Municipio Seboruco             | Luisnel Guerrero Paredes   |     |
| Municipio Simón Rodríguez      | Carlos Márquez             |     |
| Municipio Sucre                | Carlos Rodríguez Vera      |     |
| Municipio Torbes               | Charly Rojas Chaves        |     |
| Municipio Uribante             | Gerardo Roa Vivas          |     |

| Municipio Andrés Bello             | José Reyes Carvajal         |  |
| Municipio Boconó                   | Alejandro García Castellano |  |
| Municipio Bolívar                  | María Nuñez de Nava         |  |
| Municipio Candelaria               | Carmen Benítez Rivas        |  |
| Municipio Carache                  | Carlos Iglesias Montilla    |  |
| Municipio Carvajal                 | Milexi Albarrán Daboin      |  |
| Municipio Escuque                  | Ely Abreu Durán             |  |
| Municipio Juan Vicente Campo Elías | José Torrealba Moreno       |  |
| Municipio La Ceiba                 | Tagasy Reyes Durán          |  |
| Municipio Márquez Cañizales        | Cervando Godoy Godoy        |  |
| Municipio Miranda                  | Jhonny González Barrios     |  |
| Municipio Monte Carmelo            | Héctor Peña Linares         |  |
| Municipio Motatán                  | Pablo Serrano Galindo       |  |
| Municipio Pampán                   | Manuel Peña Aguilar         |  |
| Municipio Pampanito                | Leonel Ruíz Segovia         |  |
| Municipio Rafael Rangel            | Sonia Silva Pineda          |  |
| Municipio Sucre                    | Keiver Peña Montilla        |  |
| Municipio Trujillo                 | Carlos Terán Montilla       |  |
| Municipio Urdaneta                 | Francisco Vázquez Pacheco   |  |
| Municipio Valera                   | Alfredy Moreno Silva        |  |

| Municipio Arístides Bastidas | Anibal Centeno Acosta     |  |
| Municipio Bolívar            | Sol Colmenares Gómez      |  |
| Municipio Bruzual            | Carlos González Vizcaya   |  |
| Municipio Cocorote           | Pedro Bolaños Silva       |  |
| Municipio Independencia      | José Mujica Yanez         |  |
| Municipio José Antonio Páez  | Carlos Puerta Gutiérrez   |  |
| Municipio La Trinidad        | Ronald Ortega Uztaris     |  |
| Municipio Manuel Monge       | Johan Quero               |  |
| Municipio Nirgua             | Miguel César Sánchez      |  |
| Municipio Peña               | Giovanny Parra            |  |
| Municipio San Felipe         | Rogger Daza Acosta        |  |
| Municipio Sucre              | Luis Duque Miralles       |  |
| Municipio Urachiche          | Lisbed Parada             |  |
| Municipio Veroes             | Leonaldo Machado Landinez |  |

| Municipio Almirante Padilla       | Marlon Díaz Delgado           |      |
| Municipio Baralt                  | Samuel Contreras Blanco       |      |
| Municipio Cabimas                 | Frank Carreño Castro          |      |
| Municipio Catatumbo               | Wilmer Ariza Meza             |      |
| Municipio Colón                   | Misledys Ortigoza Velazco     |      |
| Municipio Francisco Javier Pulgar | Ervins Rosales Mendez         | UNTC |
| Municipio Guajira                 | María Beltrán Castillo        |      |
| Municipio Jesús Enrique Lossada   | Carlos Colina Espeleta        |      |
| Municipio Jesús María Semprúm     | Lucia Mavarez                 |      |
| Municipio La Cañada de Urdaneta   | Roberto Soto Rubio            |      |
| Municipio Lagunillas              | José Mosquera Adarme          | UNTC |
| Municipio Machiques de Perijá     | Marco Perrotta Ysoldi         |      |
| Municipio Mara                    | Edgar Labarca Manarez         |      |
| Municipio Maracaibo               | Gian Carlo Di Martino         |      |
| Municipio Miranda                 | Luselia Garcia Leal           |      |
| Municipio Rosario de Perijá       | Ely Atencio Brito             |      |
| Municipio San Francisco           | Héctor Soto López             |      |
| Municipio Santa Rita              | Liz Piña Castillo             |      |
| Municipio Simón Bolívar           | Yesika Alcántara de Hernández |      |
| Municipio Sucre                   | Yonys González Andrade        | UNTC |
| Municipio Valmore Rodríguez       | Yurani Pino Graterol          |      |